# カレン・ランコム
カレン・ランコム（Karen Lancaume, 1973年1月19日 - 2005年1月28日）は、フランスのポルノ女優。1996年から2002年にかけて、40本を超えるポルノ映画に出演した。ヴィルジニー・デポント(Virginie Despentes)による原作小説を映画化した『ベーゼ・モア』(Baise moi)を除いて、出演したポルノ作品はいずれもビデオ映画であった。
2000年には、『ホット・ドール』（フランスの業界誌、ホット・ヴィデオが、ポルノ映画に出演した役者の中で、特に優れた者に授与する賞。1992年から2001年まで行われた）の受賞者の候補にもなり、『ベーゼ・モア』では主演女優賞を受賞した。本名は「カレン・バックィ」(Karen Bach)。

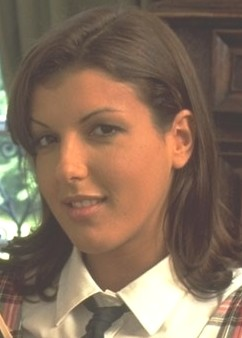
カレン・ランコム（1999年）

## 生涯
1973年、リヨン郊外にて、裕福な家庭に生まれた。父はフランス人、母はモロッコ人であった。幼少時代をリヨンの田舎で過ごした。カレンによれば、17歳のときに初めて性的な経験をしたという。大学に入学後は、ナイトクラブで働きながら学費を稼いでいた。学業を終える少し前に、ディスク・ジョッキーをやっていたフランク・セロンヌと出会い、結婚する。1996年以降、借金返済のため、夫婦でポルノ映画に出演し始める。1997年に2人は離婚した。
その後、アメリカ合衆国とヨーロッパ各国の双方で、数多くのポルノ作品に出演し続けた。オーラルセックス、アナルセックス、レズ行為、乱交描写、本番行為といった過激な作品にも出演した。
2000年に公開された暴力映画『ベーゼ・モア』にて、ラファフェイラ・アンダーソン(Raffaëla Anderson)とともに主演を果たす（この時は「Karen Bach」名義で出演）。
だが、その後はポルノ作品への出演は減り、2002年以降はポルノを廃業している。
2005年、パリにあるアパートにて、元恋人が住んでいた部屋の中で、睡眠薬の「テマゼパム」を、アルコールと一緒に大量服用して自殺を遂げた。